# Bibliothèque François-Mitterrand metróállomás
A Bibliothèque François-Mitterrand egy metróállomás Franciaországban, Párizsban a párizsi metró 14-es metróvonalán. Tulajdonosa és üzemeltetője a RATP.

## Metróvonalak
Az állomást az alábbi metróvonalak érintik:
- 14-es metróvonal
- 10-es metróvonal (tervezett építmény)

## Kapcsolódó állomások
A metróállomáshoz az alábbi állomások vannak a legközelebb:
- Cour Saint-Émilion (Saint-Denis Pleyel, 14-es metróvonal)
- Olympiades (Aéroport d'Orly, 14-es metróvonal)